# Onslunda, Tomelilla kommun
Onslunda är en tätort i Tomelilla kommun och kyrkby i Onslunda socken i Skåne.
Orten ligger på Österlen cirka 10 km nordost om Tomelilla med Onslunda kyrka i byn. Såväl Onslunda som den omgivande landsbygden präglas av jordbrukslandskap. Onslunda är Tomelilla kommuns högst belägna tätort.

## Befolkningsutveckling
| Befolkningsutvecklingen i Onslunda 1950–2020 | Befolkningsutvecklingen i Onslunda 1950–2020 | Befolkningsutvecklingen i Onslunda 1950–2020 | Befolkningsutvecklingen i Onslunda 1950–2020 | Befolkningsutvecklingen i Onslunda 1950–2020 |
| -------------------------------------------- | -------------------------------------------- | -------------------------------------------- | -------------------------------------------- | -------------------------------------------- |
|                                              |                                              |                                              |                                              |                                              |
| År                                           |                                              |                                              | Folkmängd                                    | Areal (ha)                                   |
| 1950                                         | 1950                                         |                                              | 541                                          |                                              |
| 1960                                         | 1960                                         |                                              | 483                                          |                                              |
| 1965                                         | 1965                                         |                                              | 453                                          |                                              |
| 1970                                         | 1970                                         |                                              | 435                                          |                                              |
| 1975                                         | 1975                                         |                                              | 388                                          |                                              |
| 1980                                         | 1980                                         |                                              | 379                                          |                                              |
| 1990                                         | 1990                                         |                                              | 375                                          | 47                                           |
| 1995                                         | 1995                                         |                                              | 398                                          | 50                                           |
| 2000                                         | 2000                                         |                                              | 418                                          | 50                                           |
| 2005                                         | 2005                                         |                                              | 453                                          | 50                                           |
| 2010                                         | 2010                                         |                                              | 490                                          | 50                                           |
| 2015                                         | 2015                                         |                                              | 524                                          | 58                                           |
| 2020                                         | 2020                                         |                                              | 509                                          | 58                                           |
|                                              |                                              |                                              |                                              |                                              |

## Samhället
Onslunda har haft sparbankskontor tillhörande både Ingelstads och Jerrestads härads sparbank och Tomelilla sparbank. De togs båda över av Sparbanken Syd som år 2000 stängde kontoret på orten.
I Onslunda fanns tidigare en betydande tillverkning av borstar, under namnet Borstakongen.